# Stephanie McCann
Stephanie McCann, född 22 april 1977, är en friidrottare från Kanada. Hon deltog vid olympiska sommarspelen 2004.